# 新疆生产建设兵团第十师一八一团
新疆生产建设兵团第十师一八一团是中华人民共和国新疆生产建设兵团第十师下辖的一个团。

## 行政区划
新疆生产建设兵团第十师一八一团下辖以下单位：
团部、一营一连、一营二连、一营三连、一营四连、二营六连、二营七连、二营八连、二营十连、三营十四连、三营十五连、三营十六连、三营十七连、种羊场一队、种羊场二队、种羊场三队和种羊场四队。